# Stelis undecimi
Stelis undecimi är en orkidéart som beskrevs av Carlyle August Luer och F.Werner. Stelis undecimi ingår i släktet Stelis och familjen orkidéer. Inga underarter finns listade i Catalogue of Life.